# Drwalewice (województwo lubuskie)
Drwalewice (niem. Wallwitz; do 31 grudnia 2002 Drwalowice) – wieś w Polsce położona w województwie lubuskim, w powiecie nowosolskim, w gminie Kożuchów.
W latach 1975–1998 miejscowość administracyjnie należała do województwa zielonogórskiego.

## Nazwa
Nazwa pochodzi od zawodu drwala i związana jest prawdopodobnie profesją pierwszych osadników bądź z położeniem wśród pierwotnych puszcz, które należało wykarczować. Pierwsze wzmianki pochodzą z 1223 roku, źródła wymieniają wieś Drwalowicz należącą do parafii w Solnikach. W 1295 w kronice łacińskiej Liber fundationis episcopatus Vratislaviensis (pol."Księdze uposażeń biskupstwa wrocławskiego") miejscowość wymieniona jest w zgermanizowanej formie Drwalowitz. 1 stycznia 2003 nastąpiła zmiana nazwy wsi z Drwalowice na Drwalewice.

## Historia
Od połowy XIV w. do połowy XVI w. majątek ziemski należał do rodziny von Unruh. Ostatni z tego rodu Hans Wolff wzniósł prawdopodobnie renesansowy dwór obronny. Od XVI w. wielokrotnie zmieniał się wygląd dworu, a folwark zmieniał właściciela. Z końcem XVI w. Drwalewicami władał Dietrich von Braun, zamordowany przez swego brata Wolffa z Solnik. Według legendy obaj zabiegali o rękę jednej z córek Rechenbergów z Borowa Polskiego. Na początku XVII w. właścicielem majątku był Wigand von Gersdorf (zm. 1621 r.), później Adam von Schlichting (1681-1702). W XVIII w. posiadłość należała do rodziny von Luttwitz. Z początkiem XIX w. dwór został przebudowany przez ówczesnego właściciela porucznika von Stempel. W tym czasie wieś liczyła 245 mieszkańców, obok folwarku był browar i dwa wiatraki. Następnym właścicielem od 1868 r. była rodzina von Muller. W 1872 r. właścicielami zostaje rodzina von Eichmann, która gruntownie przebudowała miejscowy dwór (według innych źródeł dokonał tego poprzedni właściciel). Powstała wtedy obecna neogotycka rezydencja w angielskim stylu. Za pałacem założono romantyczny ogród i wykopano staw. Rozbudowie uległ też folwark, który specjalizował się w hodowli bydła i koni i należał do największych w okolicy. Ostatnim właścicielem do końca II wojny światowej był Dietrich von Eichmann. Po zakończeniu wojny w posiadłości utworzono PGR. Administrowany przez PGR pałac służył celom mieszkalnym, dzięki czemu nie uległ degradacji. W końcu lat 80. XX w. przeprowadzono remont obiektu, a mieszkańcom dano mieszkania zastępcze. Początkowo mieściła się tutaj ferma bydła i mieszalnia pasz, którą przeniesiono później do nowo wybudowanego obiektu w pobliskim Czciradzu. W Drwalewicach natomiast ponownie zajęto się hodowlą koni. Powstała też szkółka jeździecka działająca do upadku PGR-ów. Wraz z rozwiązaniem PGR-ów rozpoczęła się powolna dewastacja obiektu. W części budynków byłego folwarku powstała ferma kur.

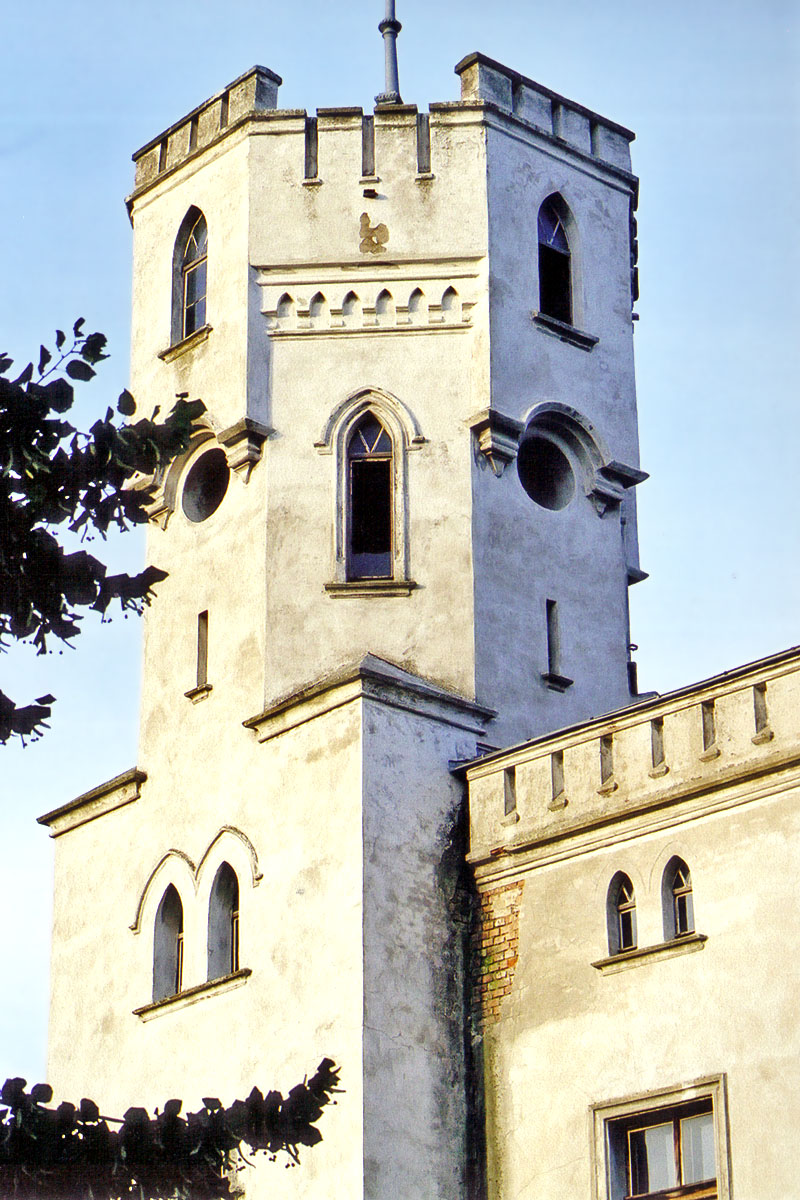
Wieża pałacu.
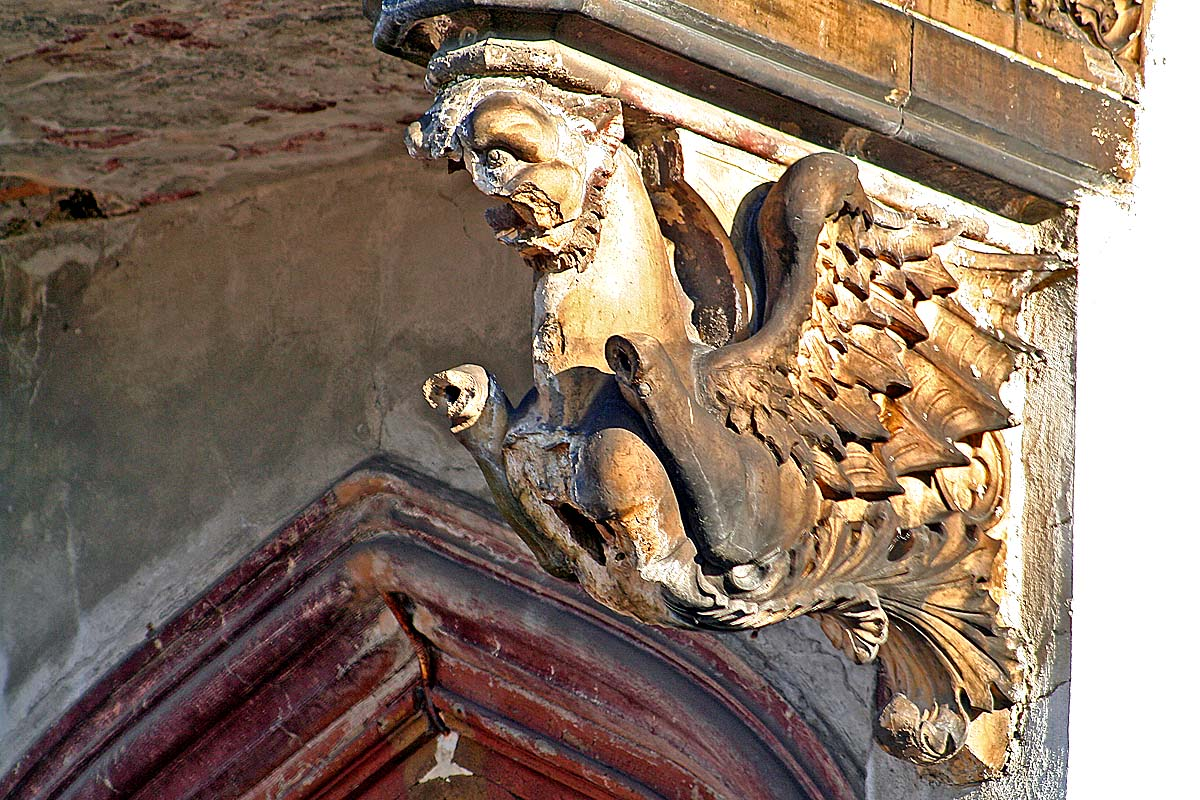
Gryf podtrzymujący balkon nad wejściem głównym
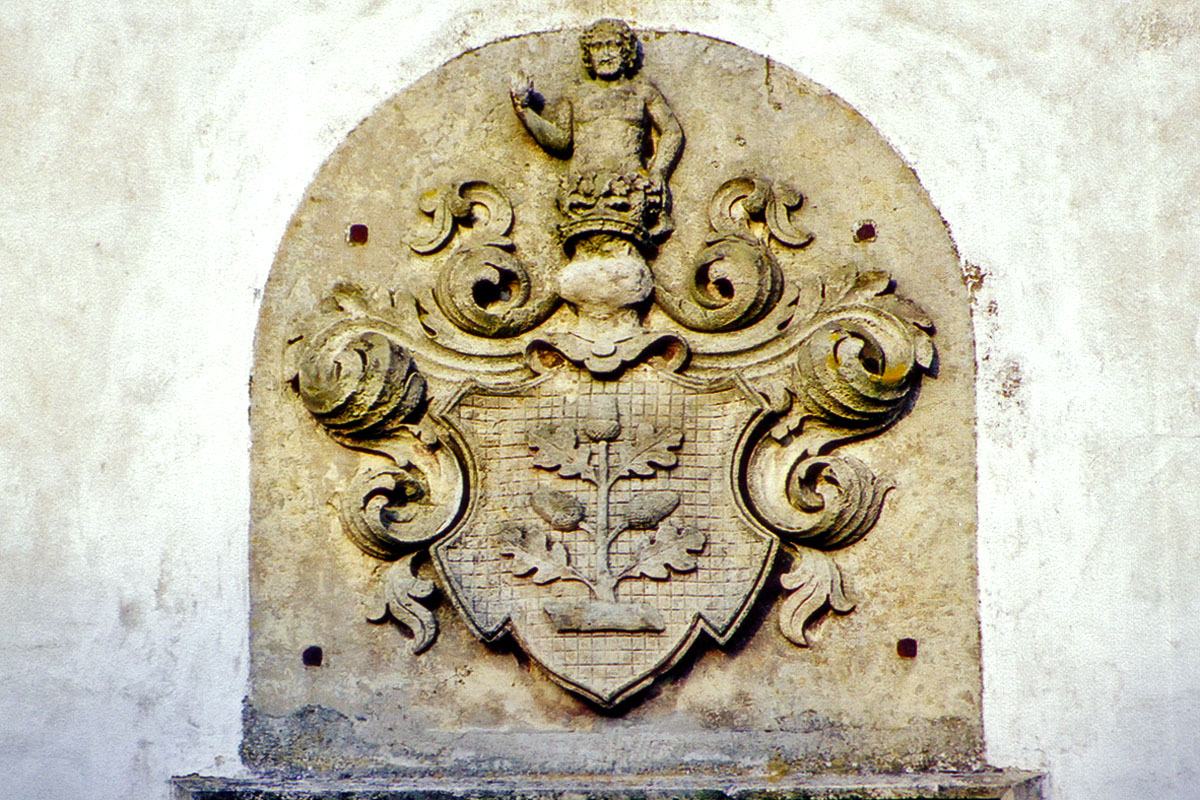
Herb rodziny von Eichmann

## Zabytki
Do wojewódzkiego rejestru zabytków wpisany jest:
- zespół pałacowy, z połowy XIX wieku:
  - park
  - pałac z połowy XVI wieku

inne
- kaplica grobowa (mauzoleum) położona na południowy zachód od pałacu (300 m)

## Demografia
Liczba mieszkańców miejscowości w poszczególnych latach:
| Rok  | Ilość mieszkańców |
| ---- | ----------------- |
| 1998 | 129               |
| 2002 | 91                |
| 2009 | 95                |
| 2011 | 95                |
| 2021 | 89                |

Od roku 1998 do 2021 ilość mieszkańców wsi zmniejszyła się o 31%.